# 超劇場版 Keroro軍曹 2 深海的公主
《超劇場版 Keroro軍曹 2》於2006年9月拍板製作，並於2007年3月17日在日本上映，票房約為4.8億日圓。香港於2007年7月19日上映，票房約為470萬港元，台灣則於2007年8月10日，票房約為280萬台幣。內容分為兩個情節不同的故事。其中長篇的是，片長約80分鐘；而短篇則是特別以3D—CG技術製作的，片長約16分鐘。另外，電影DVD在9月28日正式發行，分為普通版和豪華版。

## 情節簡介
- （深海的公主）

謎一般的Meru王子和他的隨從Maru在一次海難中出現。某天，他決定迎娶一位公主，而他所鎖定的目標居然是夏美，甚至還擄走了她。Keroro等人於是展開「救出夏美大作戰」。另一方面，夏美受到Meru王子的高度禮遇，居住在藉由她的記憶所投射出來的夏美城。但是同時，Meru又想把地球變成全都是水的星球，就像他們的故鄉一樣。Keroro等人能否成功救出夏美，守護地球？
- （小Kero K隆球的秘密）

Keroro、Giroro、Zeroro（Dororo來到地球前的名字）與Pururu年紀還小的時候，偷了Garuru的Kero球去玩。然而，Kero球突然失靈，所有人被吸入其中，並要接受K隆球安排的地獄式訓練。在故事最後，有Keroro等人與Kururu初次相遇的情節，還會透露Kururu的體色是黃色的原因。

## 標語
- 「描繪驚奇的大海洋！家族的牽絆拯救地球！」

## 新登場人物／事物
- Meru，台譯梅爾（　配音：桑島法子）

馬隆星的王子，擁有類似Kero球的馬隆球作攻擊武器。為了自己的王國，四處尋找作為公主的人選。來到地球後失去了記憶，與Maru一同居住在海底。選擇夏美作為他的王妃。但因其手段稍為偏激，是在夏美於非自願的情況下所做的，因此可說是本劇場版的反派角色。
- Maru，台譯瑪爾（　配音：辻希美）

Meru的隨從。非常喜歡Meru，對他唯唯諾諾。只要是他的願望都會盡力去滿足，常常在他和夏美對話時插嘴。最後成為Meru的「公主」。
- Nightmare

Meru和Maru的近身衛兵。
- 馬隆星

伽瑪星雲的水系行星，性質與K隆星相同。星球表面的顏色是藍色。
- Kiruru

古代K隆軍留在藍星的自主性侵略兵器Kiruru的其中一個，侵略程序是「破壞」，在劇場版2開頭準備破壞一艘油輪船時被Meru打敗，自此下落不明，疑似被M隆球吸收用以進行Meru的計畫。
- Shupepe（　配音：由讀者參與）

Kururu小時候的朋友。
- Rinono（　配音：由讀者參與）

Kururu小時候的朋友。
- 教官Baneru（　配音：中田讓治）

在Garuru的模擬訓練的教官。
- Desuball（　配音：小櫻悅子）

Kero球中模擬訓練的球，情緒十分不穩定。像Tamama愛吃零食和不斷說「Desu」。

## 歌曲
- （連接的雙手；深海的公主主題曲）
演唱、作詞：渡邊美里，作曲：伊秩宏將，作曲、編曲：有賀啟雄
- （朋友之歌；小Kero K隆球的秘密主題曲）
演唱：
- 「KERO`T MARCH 」
演唱： 角田信朗
- （Meru之歌）
演唱：桑島法子（Meru），作詞：横谷昌宏，作曲、編曲：、掛川陽介、本澤尚之
- （好的處置！）
演唱：Keroro小隊，作詞、作曲、編曲：

## 外部連結／參考資料
- 共鳴xS Keroro軍曹侵略專區 超劇場版2資料